# Benjamin Lauth
Benjamin Lauth es un futbolista alemán que actualmente juega en el Ferencváros Budapest de Hungría.

## Clubes
| Club                 | País     | Año       |
| -------------------- | -------- | --------- |
| TSV 1860 Múnich      | Alemania | 2001-2004 |
| Hamburgo SV          | Alemania | 2004-2006 |
| VfB Stuttgart        | Alemania | 2007      |
| Hannover 96          | Alemania | 2007-2008 |
| TSV 1860 Múnich      | Alemania | 2008-2014 |
| Ferencváros Budapest | Hungría  | 2014-2015 |

## Títulos
| Título        | Club          | País     | Año  |
| ------------- | ------------- | -------- | ---- |
| 1. Bundesliga | VfB Stuttgart | Alemania | 2007 |